# 1958 w literaturze
Wydarzenia literackie w 1958 roku.

## Wydarzenia
- polskie
  - zostało założone Towarzystwo im. Marii Konopnickiej
  - pisarz Maksim Tank został odznaczony krzyżem oficerskim Orderu Odrodzenia Polski
  - w Warszawie odbył się Międzynarodowy Zjazd Tłumaczy Literatury Pięknej
- zagraniczne
  - Thomas Stearns Eliot otrzymał tytuł profesora honoris causa uniwersytetu w Rzymie
  - W lipcu Lolita Vladimira Nabokova ukazuje się po raz pierwszy w Stanach Zjednoczonych i natychmiast staje się bestsellerem

## Proza beletrystyczna i literatura faktu

### Język polski
- Józef Łobodowski – W stanicy
- Aleksander Minkowski – Błękitna miłość (Wydawnictwo Iskry)[1]
- Marek Nowakowski – Ten stary złodziej (Czytelnik)
- Teodor Parnicki – Słowo i ciało (Instytut Wydawniczy „Pax”)[2]
- Alfred Szklarski – Przygody Tomka na Czarnym Lądzie (Wydawnictwo „Śląsk”)[3]
- Lucjan Wolanowski – Dokąd oczy poniosą... (Wydawnictwo Ministerstwa Obrony Narodowej)[4]

### Inne języki
- Bruno Apitz – Nadzy wśród wilków (Nackt unter Wölfen)
- Chinua Achebe – Świat się rozpada (Things Fall Apart)
- Jorge Amado – Gabriela, cynamon i goździki (Gabriela, cravo e canela)
- Louis Aragon – Wielki Tydzień (La Semaine Sainte)
- José María Arguedas – Głębokie rzeki (Los ríos profundos)
- Truman Capote – Śniadanie u Tiffany’ego (Breakfast at Tiffany’s)
- Raymond Chandler – Playback
- Shūsaku Endō – Morze i trucizna (Umi to Dokuyaku)
- Ian Fleming – Doktor No
- Jack Kerouac
  - Podziemni (The Subterraneans)
  - Włóczędzy Dharmy (The Dharma Bums)
- Giuseppe Tomasi di Lampedusa – Lampart (Il Gattopardo)
- Claude Simon – Trawa (L'Herbe)
- Josef Škvorecký – Tchórze (Zbabělcí)
- John Steinbeck – Była raz wojna (Once There Was a War)

## Wywiady
- polskie
- zagraniczne
- wydania polskie tytułów zagranicznych

## Dzienniki, autobiografie, pamiętniki
- polskie
- zagraniczne
- wydania polskie tytułów zagranicznych

## Nowe eseje, szkice i felietony
- polskie
- zagraniczne
- wydania polskie tytułów zagranicznych

## Nowe dramaty
- polskie
  - Zbigniew Herbert – Drugi pokój
  - Sławomir Mrożek – Policja
- zagraniczne
  - Max Frisch – Biedermann i podpalacze (Biedermann und die Brandstifter)
  - Jean Genet – Murzyni (Les Nègres)
- wydania polskie tytułów zagranicznych

## Nowe poezje
- polskie
  - Stanisław Grochowiak – Menuet z pogrzebaczem(inne języki)
  - Tymoteusz Karpowicz – Kamienna muzyka
  - Tadeusz Różewicz – Formy
- polskie antologie
- zagraniczne
  - Lawrence Ferlinghetti – A Coney Island of the Mind
  - Ronald Stuart Thomas – Poetry for Supper[5]
  - Elizabeth Jennings – A Sense of the World[6]
- zagraniczne antologie
- wydane w Polsce dzieła lub wybory utworów poetów obcych
- wydane w Polsce antologie poezji obcej

## Nowe prace naukowe, biografie i kalendaria
- polskie
- zagraniczne
  - Hannah Arendt – Kondycja ludzka (The Human Condition)
  - Bellarmino Bagatti – Gli scavi del “Dominus Flevit”. Parte I. La necropoli del Periodo Romano (razem z Józefem Tadeuszem Milikiem)
  - J. Edgar Hoover – Masters of Deceit
  - Claude Lévi-Strauss – Antropologia strukturalna (Anthropologie structurale)
- wydane w Polsce przekłady prac zagranicznych

## Urodzili się
- 13 stycznia – Tadeusz Oszubski, polski pisarz, publicysta i dziennikarz
- 17 stycznia – Jerzy Łukosz, polski prozaik, dramatopisarz, eseista, krytyk literacki oraz tłumacz literatury niemieckiej
- 18 stycznia – Jacek Godek, polski tłumacz literatury islandzkiej, aktor
- 19 stycznia – Allen Steele, amerykański pisarz science-fiction
- 24 stycznia – Barbara Kosmowska, polska pisarka
- 25 stycznia
  - Alessandro Baricco, włoski pisarz, autor sztuk teatralnych, eseista
  - Peter Watts, kanadyjski pisarz science-fiction
- 4 lutego
  - Kjell Ola Dahl, norweski autor powieści kryminalnych
  - Tomasz Pacyński, polski pisarz science fiction i fantasy (zm. 2005)
- 13 lutego – Anna Jansson, szwedzka pisarka
- 19 lutego – Helen Fielding, angielska pisarka
- 23 lutego
  - Petro Kraluk, ukraiński filozof, pisarz i publicysta
  - Maciej Piotr Prus, polski dziennikarz, pisarz, poeta
- 25 lutego – Elżbieta Isakiewicz, polska pisarka i reportażystka
- 10 marca – Anna Nasiłowska, polska pisarka, poetka, krytyczka literacka, historyczka literatury
- 13 marca – Guillermo Arriaga, meksykański pisarz i scenarzysta
- 20 marca – Evelio Rosero, kolumbijski pisarz
- 25 marca – Emil Hakl, czeski pisarz
- 28 marca – Håkan Lindquist, szwedzki pisarz i tłumacz (zm. 2022)
- 1 kwietnia – Hiromi Kawakami, japońska powieściopisarka i eseistka
- 9 kwietnia – Hermann Tertsch, hiszpański dziennikarz, pisarz i publicysta
- 13 kwietnia – Joseba Sarrionandia, baskijski filolog, poeta i prozaik
- 15 kwietnia
  - Anne Michaels, kanadyjska pisarka
  - Benjamin Zephaniah, brytyjski poeta, pisarz, muzyk reggae (zm. 2023)
- 19 kwietnia – Krzysztof Karwat, polski publicysta, krytyk, poeta
- 23 kwietnia
  - Jerzy Koch, polski literaturoznawca, niderlandysta i germanista
  - Dariusz Tomasz Lebioda, polski poeta i krytyk literacki
- 4 maja – Jerzy Jarniewicz, polski poeta, eseista i tłumacz
- 8 maja – Roddy Doyle, irlandzki pisarz, dramaturg i scenarzysta
- 11 maja – Stanisław Kęsik, polski poeta (zm. 2021)
- 14 maja – Anna Höglund, szwedzka ilustratorka i autorka książek
- 22 maja – Wayne Johnston, kanadyjski pisarz
- 23 maja – Mitch Albom, amerykański pisarz
- 25 maja – Andrzej Tuziak, polski prozaik i scenarzysta
- 2 czerwca – Margaret Ogola, kenijska pisarka
- 5 czerwca – Geoff Dyer, brytyjski pisarz
- 12 czerwca – Olivier Weber, francuski pisarz i dziennikarz
- 29 czerwca – Piotr Adamczyk, polski pisarz i dziennikarz
- 1 lipca – Louise Penny, kanadyjska pisarka
- 4 lipca – Deon Meyer, południowoafrykański pisarz
- 6 lipca – Krzysztof Czyżewski, polski pisarz i eseista
- 12 lipca – Płamen Pawłow, bułgarski historyk i poeta
- 14 lipca – Todur Zanet, gagauski dziennikarz, publicysta, tłumacz, poeta, dramaturg oraz folklorysta
- 17 lipca – Igor Sachnowski(inne języki), rosyjski pisarz (zm. 2019)
- 19 lipca
  - Angharad Tomos, walijska pisarka
  - Maria Mercè Roca, katalońska pisarka
- 25 lipca
  - Varujan Vosganian, rumuński ekonomista, polityk, pisarz i poeta pochodzenia ormiańskiego
  - Mariusz Wollny, polski autor książek dla dzieci
- 26 lipca – Hałyna Pahutiak, ukraińska pisarka i publicystka
- 30 lipca – Jędrzej Polak, polski tłumacz (zm. 2020)
- 31 lipca – Frank Beddor, amerykański narciarz i pisarz fantasy
- 16 sierpnia – Steve Sem-Sandberg, szwedzki dziennikarz, powieściopisarz i tłumacz
- 17 sierpnia – Zbigniew Machej, polski poeta i tłumacz
- 20 sierpnia – Reha Çamuroğlu, turecki, alewicki pisarz, historyk i polityk
- 24 sierpnia – Yan Lianke, chiński pisarz
- 15 września – Inese Zandere, łotewska pisarka i poetka, publicystka
- 23 września – Besnik Mustafaj, albański pisarz i polityk
- 27 września – Irvine Welsh, szkocki pisarz
- 6 października
  - Joseph Finder, amerykański pisarz powieści sensacyjnych
  - Alena Mrázová, czeska pisarka, tłumaczka
- 8 października – Troy Denning, amerykański pisarz fantasy i fantastyki naukowej
- 13 października – Rafał Stradomski, polski kompozytor i pisarz
- 14 października – Isabel Sabogal Dunin-Borkowski, polsko-hiszpańska tłumaczka, powieściopisarka i poetka
- 18 października – Krzysztof Kochański, polski pisarz
- 20 października – Lynn Flewelling, amerykańska pisarka fantasy
- 24 października – Alenka Sottler, słoweńska ilustratorka i malarka
- 29 października
  - Ann-Marie MacDonald, kanadyjska dramatopisarka, powieściopisarka
  - David Remnick, amerykański dziennikarz i pisarz
- 31 października – Tomasz Wyżyński, polski tłumacz anglojęzycznej literatury pięknej i leksykograf
- 4 listopada – Rodrigo Rey Rosa, gwatemalski pisarz
- 9 listopada – Krzysztof Kołtun, polski poeta, prozaik, dziennikarz
- 15 listopada – Anamaria Beligan, rumuńska pisarka
- 16 listopada – Anne Holt, norweska pisarka
- 27 listopada – Roger Graf, szwajcarski pisarz
- 1 grudnia – Candace Bushnell, amerykańska pisarka
- 2 grudnia – George Saunders, amerykański pisarz i eseista
- 3 grudnia – Terri Windling, amerykańska redaktorka, eseistka i autorka
- 6 grudnia – Janusz Drzewucki, polski krytyk literacki, poeta, dziennikarz, wydawca, redaktor
- 10 grudnia – Cornelia Funke, niemiecka pisarka i ilustratorka
- 30 grudnia – Piotr Cielesz, polski poeta

Data dzienna nieznana:
- Matthias Altenburg, niemiecki pisarz
- Kate Elliott, amerykańska pisarka
- Åsa Lind, szwedzka autorka książek dla dzieci i młodzieży
- Nega Mezlekia, etiopski pisarz
- B.A. Paris, brytyjska pisarka

## Zmarli
- 16 stycznia – Carroll John Daly, amerykański pisarz powieści kryminalnych (ur. 1889)
- 4 lutego – Henry Kuttner, amerykański pisarz science fiction (ur. 1915)
- 6 lutego – Charles Langbridge Morgan, angielski pisarz i krytyk (ur. 1894)
- 8 lutego – Nina Rydzewska, polska pisarka (ur. 1902)
- 10 lutego – Nezihe Muhiddin, turecka pisarka, dziennikarka, aktywistka (ur. 1889)
- 3 marca – Ivan Krasko, słowacki poeta (ur. 1876)
- 21 marca – Cyril M. Kornbluth, amerykański pisarz science fiction (ur. 1923)
- 6 kwietnia – Reinhold Schneider, niemiecki dramaturg, poeta, krytyk (ur. 1903)
- 7 kwietnia – Marius-Ary Leblond, francuski pisarz z Reunionu (ur. 1880)
- 8 kwietnia – Ethel Turner, brytyjska powieściopisarka (ur. 1872)
- 5 maja – James Branch Cabell, amerykański pisarz (ur. 1879)
- 29 maja – Juan Ramón Jiménez, hiszpański poeta (ur. 1881)
- 4 czerwca – Eleanor Hallowell Abbott, amerykańska pisarka i poetka (ur. 1872)
- 6 czerwca – Vítězslav Nezval, czeski poeta (ur. 1900)
- 19 czerwca  – Daniel Baud-Bovy, szwajcarski pisarz, poeta i publicysta (ur. 1870)
- 22 lipca – Michaił Zoszczenko, rosyjski pisarz (ur. 1895)
- 22 sierpnia – Roger Martin du Gard, francuski pisarz (ur. 1881)
- 20 września  – Zygmunt Lubertowicz, polski poeta, prozaik, publicysta (ur. 1883)
- 11 października  – Johannes Becher, niemiecki poeta i krytyk literacki (ur. 1891)
- 17 października – Efraim Kaganowski, polsko-żydowski pisarz tworzący w jidysz (ur. 1893)
- 29 października – Zoe Akins, amerykańska prozaiczka, dramatopisarka i poetka (ur. 1886)
- 30 października – Rose Macaulay, brytyjska pisarka (ur. 1881)
- 23 listopada – Johnston McCulley, amerykański prozaik i scenarzysta (ur. 1883)
- 20 grudnia – Fiodor Gładkow, rosyjski pisarz (ur. 1883)
- 21 grudnia – Lion Feuchtwanger, niemiecki pisarz (ur. 1884)

## Nagrody
- Nagroda Nobla – Boris Pasternak
- Nagroda Goncourtów – Francis Walder za Saint-Germain ou la Négociation
- Nagroda Renaudot – Édouard Glissant za La Lézarde
- Prix Femina – Françoise Mallet-Joris(inne języki) za L'Empire céleste
- Prix Médicis – Claude Ollier za La Mise en scène
- Prix des Deux Magots – Michel Cournot za Le Premier Spectateur
- Nagroda Pulitzera (poezja) – Robert Penn Warren za Obietnice. Wiersze 1954 –1966 (Promises: Poems 1954 –1956)